# جیمز چپمن (قایقران)
جیمز چپمن (انگلیسی: James Chapman؛ زادهٔ ۲۲ نوامبر ۱۹۷۹) ورزشکار روئینگ اهل استرالیا است.
وی در مسابقات کشوری و بین‌المللی در مجموع برندهٔ ۲ مدال نقره شده‌است.